# Valerius Otto
Valerius Otto (* 25. Juli 1579 in Leipzig; † nach 1612) war ein deutscher Organist und Komponist.
Sein Vater war der Thomaskantor Valentin Otto (um 1530, Leipzig, bis 1594, Leipzig). Er war 1593 Schüler der Schulpforta und wurde 1607 Organist an der lutherischen Kirche in Prag. Ab 1611 war er Hofmusiker der Fürsten von Lichtenberg. Datum und Ort seines Todes sind unbekannt.
Von dem deutschen Organisten und Komponisten Valerius Otto sind Newe Paduanen, Galliarden, Intraden und Currenten erhalten, die venezianischen Vorbildern folgen und bereits den Charakter der Kammermusik des 17. Jahrhunderts aufweisen. Seine Kirchenmusik ist außer einem interessanten Magnificat verloren.